# Teem Tower
La Teem Tower (粵海天河城大廈) est un gratte-ciel de bureaux haut de 195 mètres situé dans le district de Tianhe, à Canton, dans le sud de la Chine. Il fait partie du complexe Teem Plaza (en). Il a été construit de 2004 à 2006 .
Le bâtiment a été conçu par l'agence d'architecture de Hong Kong P & T Architects & Engineers Limited et par le  Guangzhou Design Institute
La surface de plancher de l'immeuble est de 103 000 m2 desservie par 22 ascenseurs.